# Jens Chemnitz
Jens Anton Elias Barsilæus Enatius Chemnitz, född 24 november 1853 i Ikigait, död 26 februari 1929 i Alluitsoq, var en grönländsk präst. Han var en av Grönlands första präster. Han var morfar till Mâliâraq Vebæk, den första kvinnliga författaren på Grönland som fick sina böcker utgivna.
Jens Chemnitz var son till Jens Carl Vilhelm Chemnitz (1811-1857) och Marie Egede (1817-1867). Han utexaminerades från Godthåb seminarium 1873 och vidareutbildade sig i Danmark 1875–1877 och 1880–1883. Han prästvigdes 1883 och utövade sitt ämbete i Qaqortoq (1883-1885), Sisimiut (1885-1900), Narsarmijit (1901-1912) och Alluitsoq (1912-1926). Han var även en betydande psalmdiktare och spelade en betydande roll i införandet av fåravel på Grönland.